# Vieux-Fort (kvarter)
Vieux-Fort är ett kvarter i Saint Lucia. Det ligger i den södra delen av landet. Antalet invånare är 15 132. Arean är 44 kvadratkilometer. Vieux-Fort gränsar till Micoud.
Följande samhällen finns i Vieux-Fort:
- Vieux Fort